# Steinbruchgebiet nordwestlich Hauzenberg
Steinbruchgebiet nordwestlich Hauzenberg este o arie protejată (arie specială de conservare — SAC, sit de importanță comunitară — SCI) din Germania întinsă pe o suprafață de 13,54 ha, integral pe uscat.

## Localizare
Centrul sitului Steinbruchgebiet nordwestlich Hauzenberg este situat la coordonatele 48°40′08″N 13°36′27″E / 48.6689°N 13.6075°E.

## Înființare
Situl Steinbruchgebiet nordwestlich Hauzenberg a fost declarat sit de importanță comunitară în noiembrie 2004 pentru a proteja 1 specie de animale. Situl a fost protejat și ca arie specială de conservare în aprilie 2016.

## Biodiversitate
Situată în ecoregiunea continentală, aria protejată nu include niciun habitat protejat.
La baza desemnării sitului se află o specie protejată de  amfibieni: izvoraș-cu-burta-galbenă (Bombina variegata).